# Fuerte de Nuestra Señora de la Concepción
El  Fuerte de nuestra señora de la Concepción o el Castillo Portugués (en persa: قلعه هرمز; en portugués: Forte de Nossa Senhora da Conceição de Ormuz) es una fortaleza de piedra roja en la isla de Ormuz, Irán. Es uno de los últimos monumentos sobrevivientes del dominio colonial portugués en el Golfo Pérsico.
Construido en piedra rojiza sobre un promontorio rocoso en el extremo norte de la isla, el castillo fue originalmente cortado del resto de la isla por un foso, cuyas huellas aún permanecen. Aunque la mayor parte del techo se derrumbó hace mucho tiempo, gran parte de la parte inferior de las paredes exteriores muy sustanciales está intacta, con los restos caídos en diferentes niveles del sitio.